# Jean-Jacques Kravetz
Pour les articles homonymes, voir Kravetz.
Jean-Jacques Kravetz (né le 23 mai 1947 à Paris) est  compositeur, pianiste, saxophoniste et organiste français. Membre fondateur du groupe de Peter Maffay, Udo Lindenberg, Frumpy, Atlantis (de), Randy Pie, Eric Burdons Firedepartment.
Il vit à Hambourg, Bandol et Paris. Cousin de Marc Kravetz

## Pour approfondir